# Administration publique du Canada
L'administration publique du Canada se décompose essentiellement en deux grandes classes : l'administration publique fédérale et les administrations publiques provinciales.

## Administrations d'assurance sociale

### Programmes d'aide fédéraux
- Allocations aux anciens combattants
- Allocations familiales
- Assurance-emploi
- Régime de pensions du Canada
- Sécurité de la vieillesse
- Subvention canadienne pour l'emploi